# Onthophagus angulicornis
Onthophagus angulicornis là một loài bọ cánh cứng trong họ Bọ hung (Scarabaeidae).